# Matthew Gravelle
Matthew Ian Gravelle est un acteur gallois né le 24 septembre 1976. Il est connu pour le rôle de Joe Miller dans la série Broadchurch.

## Biographie

### Carrière
En 2003, Gravelle apparaît dans la série britannique Holby City et était un personnage régulier de la série Belonging pendant deux saisons. Ses autres apparitions TV inclus Casualty, Caerdydd er Judge John Deed. Il apparaît dans le dernier épisode de la saison 1 de Torchwood en tant qu'un docteur soignant la Mort Noire. Il a donné de sa voix pour l'émission de radio Torchwood "The Dead Line" qui était diffusé sur Radio Four en juillet 2009.
En 2007, il joue le personnage principal du Gangster Lyn Edwards dans la série télévisée galloise Y Pris, et a doublé "'The Sopranos' by the sea". Le rôle lui valut une nomiation au BAFTA Cymru en tant que meilleur acteur en 2010.
Gravelle participa en 2010 au film Patagonia et à la série Baker Boys en tant que Rob, le co-manager de Valley Bara et le fiancé de Sarah (Eve Myles). En 2013 il rejoint la série dramatique britannique Broadchurch dans le rôle de Joe Miller, le mari du personnage de Olivia Colman. Plus tard cette année il fait une apparition dans Y Gwyll, dans lequel sa femme, Mali Harries, joue.

### Vie privée
Gravelle est marié à une actrice galloise : Mali Harries. Le couple a joué ensemble à l'écran dans plusieurs séries TV.
En 2009, The Western Mail le désigne comme le 24e homme le plus sexy du Pays de Galles.

## Filmographie

### Au cinéma
- 2010 : Patagonia de Marc Evans
- 2014 : Son of God : Thomas

### À la télévision
- 2000 : The Scarlet Pimpernel : Joseph Mallard William Turner (1 épisode)
- 2001 : Hearts and Bones : Meridith (1 épisode)
- 2003 : Holby City : Dean Shepherd (1 épisode)
- 2003-2004 : Belonging : Andy Owen[7] (saisons 4 et 5)
- 2005 : Con Passionate : Eurof
- 2005 : Love Soup : Paul Gilpin (1 épisode)
- 2006 : Caerdydd : Gareth Pritchard (2 épisodes)
- 2006 : Casualty : Phil Radcliffe (1 épisode)
- 2007 : Torchwood : Doctor (1 épisode : End of Days)
- 2007 : Judge John Deed : Corporal Dewi Jones (2 épisodes : War Crimes, parties 1 et 2)
- 2007 : Y Pris : Lyn Edwards (6 épisodes) / Nommé - BAFTA Cymru - Meilleur Acteur
- 2008 : High Hopes : Adam Mosley (1 épisode)
- 2009 : Collision : DS Anthony Braydon (1 épisode)
- 2010 : All Shook Up! : Simon Fuller
- 2010 : Pen Talar : Steffan Watkins (5 épisodes)
- 2011 : Baker Boys : Rob (5 épisodes)
- 2011 : The Bible : Thomas (3 épisodes)
- 2011-2013 : Teulu : Huw
- 2013-2017 : Broadchurch : Joe Miller
- 2013 : Y Gwyll : Wyn Bratton (épisodes 5-6, 3 dans la version anglaise)
- 2019 : Carnival Row (saison 1, épisode 1)

## Émissions de radio
- 2009 : Torchwood: Asylum : gardien de sécurité (BBC Radio 4)
- 2010 : The LL Files (BBC Radio Wales)
- 2011 : Wedding of the Year (BBC Radio Wales)
- 2012 : The Diary Of Samuel Pepys : Mr Jervas (BBC Radio 4[8])
- 2013 : Deep Country : Narrateur (BBC Radio 4)

## Jeux vidéo
- 2013 : Ni no kuni : Surly
- 2017 :  Dragon Quest XI  : Jasper